# Muerte de Victoria Salazar
La muerte de Victoria Salazar ocurrió el 28 de marzo de 2021 en la ciudad de Tulum, Quintana Roo (México), como resultado de su arresto por parte de cuatro policías locales. El hecho generó una ola de indignación en México, El Salvador y otros países a través de las redes sociales, al ser calificado de brutalidad policial. El hecho fue comparado con la muerte de George Floyd.

## Hechos
El domingo 28 de marzo de 2021 cuatro policías locales de Tulum acudieron a una tienda en la colonia Tumben Ka tras recibir una llamada por “alteración en la vía pública y agresión a trabajadores y transeúntes”. Según la policía, encontraron a una mujer con un comportamiento agresivo por lo que procedieron a su detención a lo que la mujer se resistió. La policía sometió a la mujer en el suelo, la inmovilizó y, siempre según el relato de los agentes, ésta se desmayó. Posteriormente la subieron a la unidad vehicular policial y la detenida comenzó a convulsionar en el trayecto a dependencias policiales. Le fueron quitadas las esposas y fue trasladada a un centro de salud. El ingreso tuvo retraso en efectuarse, posteriormente llegó una ambulancia y la detenida fue declarada fallecida.
La acción policial provocó fracturas en las vértebras de la espalda de la detenida, lo que le provocó la muerte. Los hechos fueron filmados por vecinos quienes difundieron las imágenes por redes sociales.
El 3 de abril fueron detenidos los policías Miguel “C”, Juan “C”, Raúl “L” y Verónica “V”, por el feminicidio de Victoria Salazar en Tulum.

## Victoria Salazar
Posteriormente se hizo pública la identidad de la fallecida. Se llamaba Victoria Esperanza Salazar Arriaza (Sonsonate, 1984 o 1985-Tulum, 28 de marzo de 2021) y era una inmigrante salvadoreña de 36 años, madre de dos hijas y radicada en México con una visa humanitaria, concedida en 2018 por la Comisión Mexicana de Ayuda a Refugiados «por motivos de género».

## Reacciones
- El alcalde de Tulum, Víctor Mas Tah, anunció que los cuatro policías han sido retirados de su cargo mientras la Fiscalía realiza la investigación.[3]
- El presidente mexicano, Andrés Manuel López Obrador, condenó los hechos reconociendo la brutalidad policial y el asesinato de la salvadoreña.[4]
- El presidente salvadoreño, Nayib Bukele, emitió un comunicado condenando los hechos y, conjuntamente con la Cancillería salvadoreña, exigió que los hechos sean investigados.[4]
- La Fiscalía de Quintana Roo detuvo a cuatro policías municipales involucrados en el presunto feminicidio.[9]